# Die Welt von Gestern

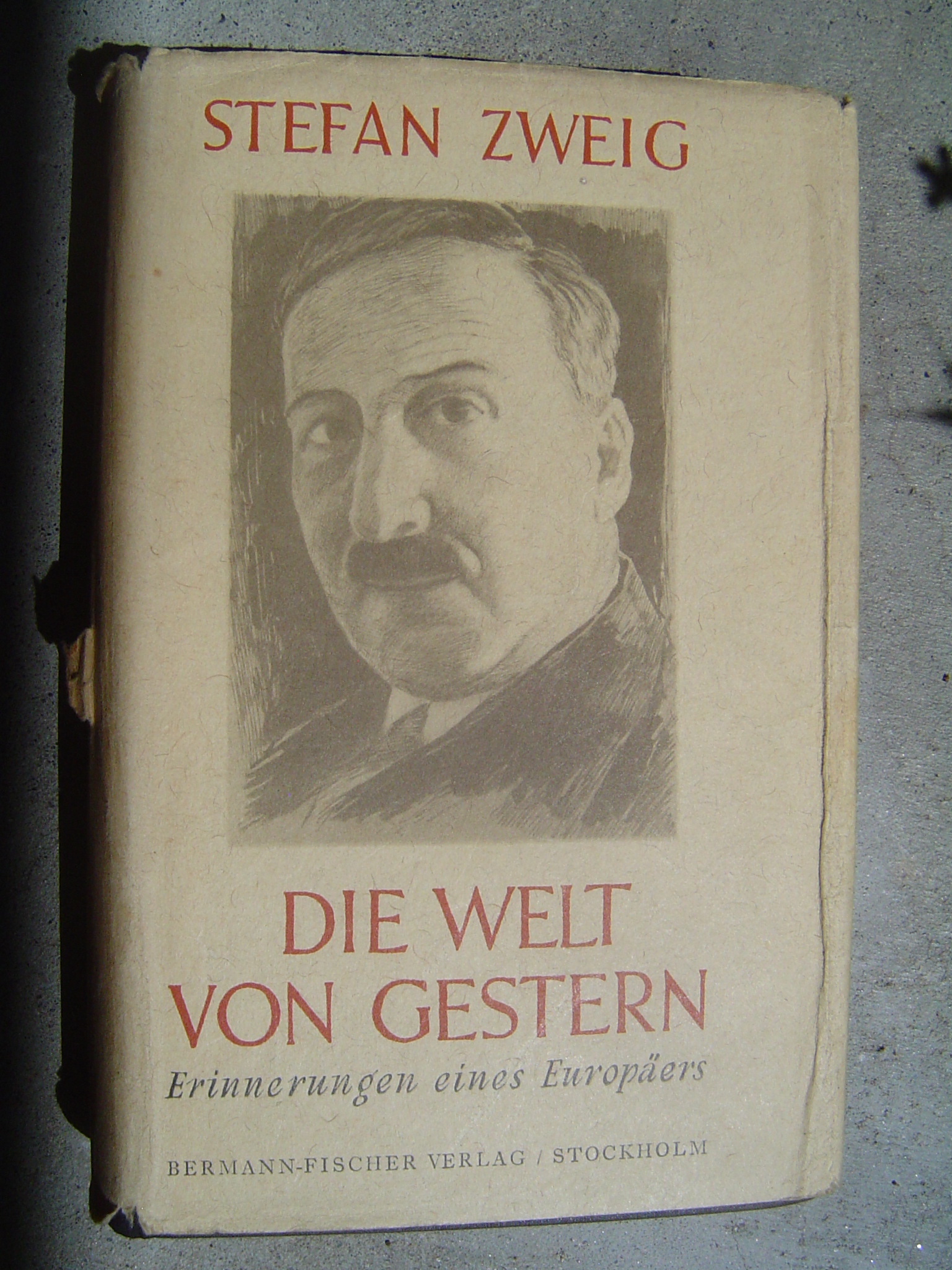
Erstausgabe 1942

Die Welt von Gestern. Erinnerungen eines Europäers ist ein autobiografisches Werk Stefan Zweigs. Das Buch entstand kurz vor Zweigs Tod in den letzten Jahren (von 1939 bis 1941) seines Exils und erschien postum 1942 in Kooperation der Verlage Hamish-Hamilton London und Bermann-Fischer Verlag AB in Stockholm.

## Zum Werk
Das teilweise persönliche Innenansichten des Ich-Erzählers enthaltende Buch verbindet den objektiven Blick auf die Kultur des alten Europas mit seinem Schwerpunkt auf Wien und die k. u. k. Monarchie Österreich-Ungarns. Inwieweit Zweig sein persönliches Leben in diesem Buch dargestellt hat, ist umstritten. Zweig beschreibt die Kultur, die Mode, das Leben der Jugendlichen, das Erziehungssystem, die Sexualmoral und das Wertesystem der Gesellschaft. Das Buch ist in ein Vorwort und sechzehn Kapitel eingeteilt. Von seiner Kindheit und Schulzeit im Wien des späten 19. Jahrhunderts über das Leben und Studieren im Vorkriegseuropa hin zu den beiden Weltkriegen ist das Werk ein Rückblick auf das Leben Zweigs, das er als stellvertretend für eine ganze Generation begreift. Das Buch berichtet von Treffen und Begegnungen mit europäischen Künstlern, Schriftstellern und Intellektuellen des 19. und 20. Jahrhunderts, wie Rainer Maria Rilke, Romain Rolland und Émile Verhaeren.

## Buchausgaben
- Die Welt von Gestern. Erinnerungen eines Europäers. Bermann-Fischer, Stockholm 1942.
- Die Welt von Gestern. Erinnerungen eines Europäers. S. Fischer, Frankfurt am Main 1955.
  - Neuausgabe ebd. 1981, ISBN 3-10-097047-0.
- Die Welt von Gestern. Erinnerungen eines Europäers. Fischer Taschenbuch, Frankfurt am Main 1975, ISBN 3-596-21152-2.
- Die Welt von Gestern. Erinnerungen eines Europäers. Mit Nachwort und Zeittafel von Rüdiger Görner. Artemis & Winkler, Zürich 2002, ISBN 3-538-06938-7.
- Die Welt von Gestern. Erinnerungen eines Europäers. Herausgegeben und kommentiert von Oliver Matuschek. S. Fischer, Frankfurt am Main 2017, ISBN 978-3-10-002409-1.